# موسیقی‌ای که توسطش به قتل برسید
موسیقی‌ای که توسطش به قتل برسید (به انگلیسی: Music to Be Murdered By) (به صورت ترجمه تحت‌اللفظی: موسیقی‌ای که به قتل می‌رساند) عنوان یازدهمین آلبوم استودیویی از رپر آمریکایی امینم است. این آلبوم در تاریخ ۱۷ ژانویه ۲۰۲۰ توسط افترمث، اینتراسکوپ رکوردز و شیدی رکوردز بدون هیچ اطلاع قبلی‌ای همانند آلبوم قبلی او، کامی‌کازه (۲۰۱۸) منتشر شد. این آلبوم توسط آهنگسازان متعددی تهیه شده‌است که از آنها می‌توان به دکتر دره، امینم، د آلکمیست و مارک باتسون اشاره کرد. هنرمندان مهمان در این مجموعه بلک ثوت، کیو تیپ، جویس ورلد، اد شیرن، یانگ ام. اِی، اسکایلر گری، دان تالیور، اندرسون. پاک و رویس دا۹'۵ هستند. نام این آلبوم از تنها آلبوم موسیقی کارگردان مشهور و معروف آلفرد هیچکاک اقتباس شده‌است.
این آلبوم تا به امروز توانسته‌است از مرز ۱ میلیارد استریم در اسپاتیفای بگذرد.
این آلبوم تنها آلبومی است که در سال ۲۰۲۰ موفق به کسب گواهی گُلد شده‌است.
در ۱۸ دسامبر سال ۲۰۲۰، یک نسخه دیلوکس از آلبوم، تحت عنوان موسیقی‌ای که به قتل می‌رساند-ساید بی منتشر شد. مشابه دو آلبوم قبلی امینم، بدون اعلام قبلی منتشر شد. این آلبوم حاوی یک دیسک ج با شانزده قطعه جدید است که با حضور مهمانانانی از جمله اسکایلر گری، دکتر دره، اسلای پایپر و وایت گلد ضبط شده‌است. انتشار این آلبوم با موزیک ویدئوی "Gnat" به کارگردانی کول بنت همراه بود.

## آلفرد هیچکاک
عنوان و کاور آلبوم Music to be Murdered By امینم در واقع از آلبومی به همین نام از کارگردان بزرگ ژانر معمایی و دلهره آور یعنی آلفرد هیچکاک (Alfred Hitchcock) و جف الکساندر (موزیسین) الهام گرفته شده که در کاور آن هیچکاک با یک هفت‌تیر و تبر دیده می‌شود. خود ام در صفحه اینستاگرامش نوشت: الهام گرفته شده از استاد، عمو آلفرد! عنوان آلبوم به معنای موسیقی‌ای که به قتل می‌رساند، هست و کاملاً با طبیعت شوم و خونین یازدهمین آلبوم استودیویی امینم مطابقت دارد. آلفرد هیچکاک و جف الکساندر این آلبوم را در سال ۱۹۵۸ منتشر کردند و در واقع شامل آهنگ‌هایی است که در کارهای سینمایی بزرگ هیچکاک از آن‌ها استفاده شده. تِرک‌های ۴ و ۲۰ میان‌پرده (Interlude) و گفتار پایانی (Outro) آلبوم، در واقع مونولوگی از هیچکاک هستند که از همان آلبوم سال ۱۹۵۸ سمپل شدند.

## رکوردهای جدید امینم

### آهنگ گودزیلا و شکستن رکورد آهنگ رپ گاد
در آهنگ گودزیلا امینم موفق شد باری دیگر رکورد سریع‌ترین رپ جهان را بشکند. امینم در این آهنگ در ۳۰ ثانیه ۳۹۹ واژه (به اصطلاح رپرها سیلاب) را رپ می‌کند که معادل ۱۱٫۳ واژه در هر ثانیه که او پیش‌تر موفق شده بود در ترانه رپ گاد در مدت زمان ۱۵ ثانیه ۹۷ واژه را رپ کند. 

### بیشترین فروش آلبوم
امینم در چارت آلبوم‌های جهان پرفروش‌ترین آلبوم‌ها را دارد. او ۱۱ آلبوم استودیویی دارد که ۱۰ تا از آنها بیشترین فروش را داشته و اول شده‌اند. امینم تنها هنرمندی است که ۱۰ آلبوم او در صدر اول جدول فروش قرار گرفته‌اند. پیش تر امینم با ۹ آلبوم برتر در این زمینه با کانیه وست در این جایگاه قرار داشتند که این آلبوم فروش بیشاز ۲۷ میلیون نسخه در هفته اول را داشت.

## موسیقی‌ای که توسطش به قتل برسید ساید- بی (نسخه دیلاکس)
در ۱۸ دسامبر سال ۲۰۲۰، یک نسخه دیلوکس از آلبوم، تحت عنوان موسیقی‌ای که به قتل می‌رساند-ساید بی منتشر شد. مشابه دو آلبوم قبلی امینم، بدون اعلام قبلی منتشر شد. این آلبوم حاوی یک دیسک ج با شانزده قطعه جدید است که با حضور مهمانانانی از جمله اسکایلر گری، دکتر دره، اسلای پایپر و وایت گلد ضبط شده‌است. انتشار این آلبوم با موزیک ویدئوی "Gnat" به کارگردانی کول بنت همراه بود.
| بررسی جمعی    | بررسی جمعی |
| منبع          | رتبه‌بندی   |
| ------------- | ---------- |
| متاکریتیک     | 62/100     |
| بررسی انتقادی |            |
| منبع          | رتبه‌بندی   |
| The Guardian  | [ ۱۳ ]     |
| Exclaim       | [ ۱۴ ]     |
| Rolling Stone | [ ۱۵ ]     |
| Variety       | [ ۱۶ ]     |
| The Telegraph | [ ۱۷ ]     |

## انتقادات از آلبوم
امینم این آلبوم را در جهت مبارزه با آزادی اسلحه در ایالات متحده آمریکا و تروریسم منتشر کرده‌است. در قطعهٔ «ناسازگار» او به حملات ۱۱ سپتامبر اشاره کرده و خودش را با افرادی مثل روح‌الله خمینی، صدام حسین و سلمان رمضان عبیدی (بمب‌گذار کنسرت سال ۲۰۱۷ آریانا گرانده) مقایسه می‌کند.
دارم فکر می‌کنم برم داد بزنم و روی این بازی (رپ) بمب بندازم
انگار که بیرون کنسرت آریانا گرانده منتظر نشستم
اونا به من میگن صدام حسین و آیت‌الله خمینی
اسامه کجاست؟ این آخریا دست کم گرفته شدم— 
پس از آن‌که امینم ویدئویی از «ناسازگار» را در توئیترش منتشر کرد، ترانه با انتقاد گستردهٔ کاربران شبکه‌های اجتماعی مواجه شد و بسیاری به‌خاطر آنچه که «تمسخر بمب‌گذاری منچستر آرنا» می‌دانستند او را سرزنش کردند.

## لیست آهنگ‌ها
| شماره      | نام                                                                           | نویسنده(ها) | تهیه‌کننده(ها)                                     | مدت   |
| ---------- | ----------------------------------------------------------------------------- | --- | ------------------------------------------------- | ----- |
| ۱.         | «مقدمه (Premonition)» (اینترو)                                                | آندره یانگ داوان پارکر جِی. الکساندر لوئیس رستو مارشال مدرز مارک باتسون نیکی گریر                                          | داوان پارکر دکتر دره امینم لوئیس رستو مارک باتسون | ۲:۵۳  |
| ۲.         | «ناسازگار (Unaccommodating)» (به همراهی یانگ ام.ای)                           | کاتورا مارِرو رستو مدرز تیم سابی                                                                                           | امینم تیم سابی                                    | ۳:۳۶  |
| ۳.         | «تو قراره یاد بگیری (You Gon' Learn)» (به همراهی رویس دا۹'۵ و وایت گلد)       | بابی یِواه سی. کانرز دی. شایر رستو مدرز رایان مونتگومری                                                                    | امینم رستو رویس دا۹'۵                             | ۳:۵۴  |
| ۴.         | «آلفرد (Alfred)» (اینترلیود)                                                  | آندره بریست یانگ پارکر الکساندر                                                                                           | آندره «بریس» بریست پارکر دکتر دره                 | ۰:۳۰  |
| ۵.         | «از آن شب‌ها (Those Kinda Nights)» (به همراهی اد شیرن)                         | اِی. بیرن دیوید دومان اد شیرن فرد گیبسون رستو مدرز                                                                         | امینم فِرد دی. اِی. دومان                           | ۲:۵۷  |
| ۶.         | «خیلی عمیق (In Too Deep)»                                                     | رستو مدرز او. چانین سیلوستر جوردن سابی                                                                                    | امینم سابی                                        | ۳:۱۴  |
| ۷.         | «گودزیلا (Godzilla)» (به همراهی جوس ورلد)                                     | اِی. ویلاسانا دومان جاراد هگینز رستو مدرز                                                                                  | امینم دی. اِی. دومان                               | ۳:۳۰  |
| ۸.         | «تاریکی (Darkness)»                                                           | رستو مدرز پل سایمون مونتگومری                                                                                             | امینم رستو رویس دا۹'۵                             | ۵:۳۷  |
| ۹.         | «بهشت را ترک می‌کنم (Leaving Heaven)» (به همراهی اسکایلر گری)                  | ای. تیلور هالی هافرمن مدرز                                                                                                | امینم اسکایلر گری                                 | ۴:۲۵  |
| ۱۰.        | «یاه (Yah)» (به همراهی رویس دا۹'۵، بلک ثوت، کیو تیپ و دیناون)                 | آندره وستون چارلز بابیت دیناون پارتر فرد ویزلی گالت مک‌درموت جیمز براون مدرز مونتگومری ترور اسمیت طارق تروتر دابلیو. هاینز | مستر پورتر                                        | ۴:۴۶  |
| ۱۱.        | «پدر ناتنی (Stepdad)» (اینترو)                                                | یانگ | دکتر دره                                          | ۰:۱۵  |
| ۱۲.        | «پدر ناتنی (Stepdad)»                                                         | دنیل مامان کارلوس کاوتایا بلک آمایا لوییس آلبرتو اسپینتا رستو مدرز                                                        | امینم رستو آلکمیست                                | ۳:۳۳  |
| ۱۳.        | «مریخی (Marsh)»                                                               | رستو مدرز | امینم رستو                                        | ۳:۲۰  |
| ۱۴.        | «هرگز عاشق نمی‌شوم (Never Love Again)»                                         | یانگ دواین آبرناتی جونیور پارکر رستو مدرز ترور لاورنس جونیور                                                              | پارکر دِم جوینتز دکتر دره امینم ترور لاورنس جونیور | ۲:۵۷  |
| ۱۵.        | «موتور کوچک (Little Engine)»                                                  | یانگ پارکر اریک گریگز الکساندر مدرز لاورنس                                                                                | پارکر دکتر دره اریک «Blu2th» گریگز لاورنس         | ۲:۵۷  |
| ۱۶.        | «قفلش کردم (Lock It Up)» (به همراهی اندرسون. پاک)                             | یانگ برندون اندرسون آبرناتی پارکر گریگز مدرز لاورنس                                                                       | پارکر دِم جوینتز دکتر دره گریگز لاورنس             | ۲:۵۰  |
| ۱۷.        | «وداع (Farewell)»                                                             | کریگ مارش دِیو کلی رستو مدرز ریکی هارل جونیور                                                                              | امینم ریکی بکس                                    | ۴:۰۷  |
| ۱۸.        | «بدون پشیمانی (No Regrets)» (ب همراهی دان تالیور)                             | اِی. الوفسون دومان کوستوو جِی. توماس مدرز                                                                                   | امینم دی. اِی. دومان                               | ۳:۲۰  |
| ۱۹.        | «من انجام خواهم داد (I Will)» (به همراهی کینگ کروکد، رویس دا۹'۵ و جول اورتیز) | دومنکی ویکلیف جول اورتیز رستو مدرز مونتگومری                                                                              | امینم رستو                                        | ۵:۰۲  |
| ۲۰.        | «آلفرد (Alfred)» (اوترو)                                                      | بریست یانگ پارکر لکساندر                                                                                                  | بریست پارکر دکتر دره                              | ۰:۳۹  |
| مجموع مدت: | مجموع مدت:                                                                    | مجموع مدت: | مجموع مدت:                                        | ۶۴:۲۲ |